# Funkenkammer

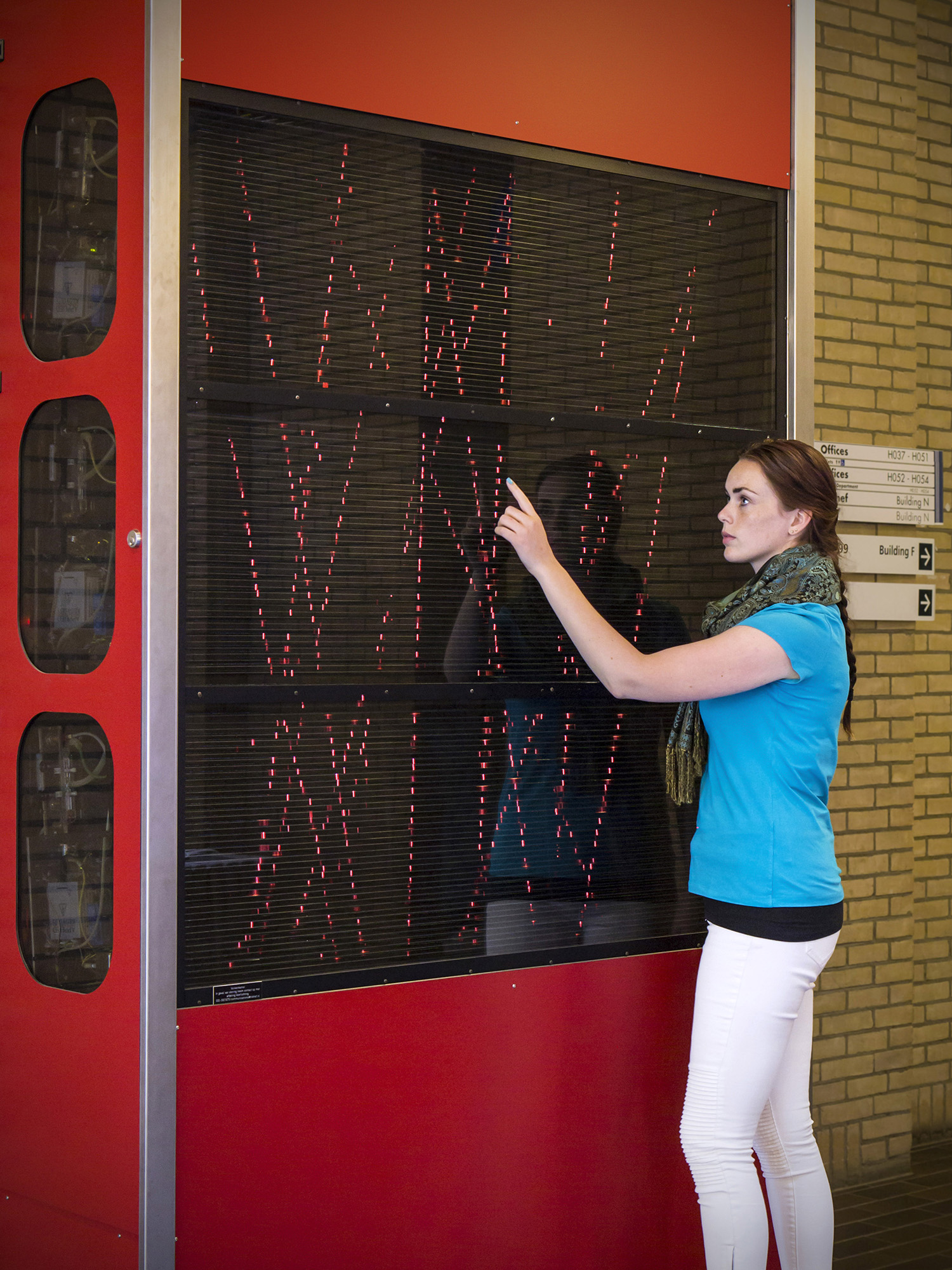
Demonstrationsfunkenkammer in Nikhef, dem nationalen Institut für subatomare Physik in den Niederlanden

Eine Funkenkammer ist ein heute veralteter Teilchendetektor. Funkenkammern wurden in der Teilchenphysik und in der Gammaastronomie genutzt.
Funkenkammern sind u. a. zum Nachweis von Myonen (Sekundärteilchen der kosmischen Strahlung) geeignet.

## Aufbau und Funktionsweise
In einer optisch durchsichtigen Kammer sind mehrere parallele elektrisch leitende Platten angebracht. An die Platten werden abwechselnd die beiden Pole einer Hochspannung von etwa 20 kV angelegt. Die Kammer ist mit einem Edelgas gefüllt, das zunächst elektrisch neutral ist. Die Platten sind daher voneinander isoliert, es fließt kein Strom.
Ein eindringendes elektrisch geladenes Teilchen spaltet längs seiner Flugbahn Elektronen von den Atomen ab, es hinterlässt eine Ionisationsspur. Die entstehenden Ionen werden durch die anliegende Spannung beschleunigt, wobei sie lawinenartig weitere Ladungsträger auslösen (Stoßionisation). Zwischen benachbarten Platten springt schließlich ein Funke über. Die Funkenentladung findet genau entlang der Ionisationsspur, also der Flugbahn statt. Der Weg des Teilchens kann quer durch mehrere Platten beobachtet werden, wenn diese vom Teilchen durchdrungen werden. Das ist zum Beispiel bei den Myonen der sekundären kosmischen Strahlung der Fall.
Die Ansprechempfindlichkeit lässt sich über die Hochspannung regeln.
Meist wird die Hochspannung der Funkenkammer erst dann angelegt, wenn ein Teilchen hindurchgeflogen ist. Das wird erreicht, indem vor und hinter der Kammer Teilchendetektoren (Szintillator-Detektoren oder Geiger-Müller-Zählrohre) angebracht werden, deren gleichzeitiges Ansprechen den Durchflug eines Teilchens anzeigt. Sie sind hierzu mit einer Koinzidenzschaltung verbunden, die die Erzeugung des Hochspannungsimpulses auslöst. Der Hochspannungsimpuls baut das elektrische Feld zwischen den Platten so schnell auf, dass die Ionisationsspur noch vorhanden ist und die Entladung entlang der Spur kanalisiert wird. Diese Triggerung der Hochspannungsversorgung hat den Vorteil, dass keine spontanen Entladungen auftreten und die Hochspannung nicht einstellbar sein muss. Die Triggerung kann z. B. durch eine Schaltfunkenstrecke erfolgen, die einen geladenen Kondensator mit den Platten verbindet.
Die Farbe der Entladung hängt von der Edelgasfüllung ab.